# Reprezentacja Węgier w hokeju na lodzie mężczyzn
Reprezentacja Węgier w hokeju na lodzie mężczyzn – kadra Węgier w hokeju na lodzie mężczyzn.

## Historia
Reprezentacja występuje obecnie w I dywizji i zajmuje 22. miejsce w rankingu IIHF. Ostatni raz reprezentacja Węgier na Igrzyskach Olimpijskich wystąpiła w 1964 roku. W 2009 roku Węgrzy po raz pierwszy od 70 lat zagrali na mistrzostwach elity, dzięki zwycięstwu podczas mistrzostw pierwszej dywizji w 2008 roku. Na tychże Mistrzostwach 2009 w Szwajcarii Węgry zajęły ostatnie 16 miejsce i spadły ponownie do I Dywizji.

## Trenerzy
Selekcjonerami reprezentacji Węgier byli Kanadyjczycy Pat Cortina, Kevin Primeau, Rich Chernomaz. W sierpniu 2017 trenerem kadry seniorskiej Węgier, a jednocześnie kadry do lat 20 został Fin Jarmo Tolvanen. Prowadził Węgry w edycji MŚ 2018, a w czerwcu 2018 przedłużył kontrakt z węgierską federacją. Tuż przed kolejnym turniejem został hospitalizowany i nie mógł kierować zespołem na turnieju edycji 2019 w Kazachstanie. W zastępstwie kadrę prowadził Gergely Majoross. W kwietniu 2020 Tolvanen odszedł ze stanowiska selekcjonera kadry Węgier. W połowie września 2020 nowym trenerem kadry został Kanadyjczyk Sean Simpson.

## Udział w imprezach międzynarodowych

### Igrzyska olimpijskie
- 1920-1924 - nie brali udziału
- 1928 – 11. miejsce
- 1932 – bez uczestnictwa
- 1936-1960 – bez uczestnictwa
- 1964 – 16. miejsce
- 1968-2010 – bez uczestnictwa
- 2014 – brak kwalifikacji
- 2018 – brak kwalifikacji
- 2022 – brak kwalifikacji

### Mistrzostwa świata
- 2002: 2. miejsce w I dywizji
- 2003: 3. miejsce w I dywizji
- 2004: 4. miejsce w I dywizji
- 2005: 3. miejsce w I dywizji
- 2006: 4. miejsce w I dywizji
- 2007: 2. miejsce w I dywizji
- 2008: 1. miejsce w I dywizji – awans
- 2009: 16. miejsce w Elicie – spadek
- 2010: 20. miejsce (4. w Dywizji I, Grupa B)
- 2011: 20. miejsce (4. w Dywizji I, Grupa A)
- 2012: 19. miejsce (3. miejsce w Dywizji I Grupie A)
- 2013: 19. miejsce (3. miejsce w Dywizji I Grupie A)
- 2014: 21. miejsce (5. miejsce w Dywizji I Grupie A)
- 2015: 18. miejsce (2. miejsce w Dywizji I Grupie A) – awans
- 2016: 15. miejsce w Elicie – spadek
- 2017: 21. miejsce (5. miejsce w Dywizji I Grupie A)
- 2018: 20. miejsce (4. miejsce w Dywizji I Grupie A)
- 2019: 21. miejsce (5. miejsce w Dywizji I Grupie A)
- 2020: turniej odwołany z powodu pandemii COVID-19
- 2021: turniej odwołany z powodu pandemii COVID-19